# Lauina Futi
Pas d'image ? Cliquez ici

a Compétitions nationales et continentales officielles uniquement.

b Matchs officiels uniquement.
Dernière mise à jour le 25 octobre 2024.
Lauina Futi, né le 5 janvier 1996 à Mapusaga (en) (Samoa américaines), est un joueur international américain de rugby à XV. Il joue avec la franchise des Seawolves de Seattle en Major League Rugby depuis 2021.  

## Biographie
Natif de Mapusaga (en) aux Samoa américaines, Lauina Futi pratique d'abord le football américain. Il est le running back de son lycée, le Tafuna High School de Pago Pago, avec lequel il remporte deux titres locaux. En 2014, il part en Californie et rejoint le Allan Hancock College (en) de Santa Maria, où évoluent cinq de ses compatriotes. Après deux saisons au sein de ce Community College, il rejoint en 2016 la Brigham Young University–Idaho (en) de Rexburg. 
C'est dans l'Idaho qu'il découvre le rugby à XV. Il rejoint les Rexburg Yetis, un club de rugby associé à l'université, puis les 43rd State Crimson Lions Rugby en 2017. En 2018, il change de nouveau d'état et arrive à Seattle. Il y rejoint le Seattle RC, club qui évolue des deux côtés de la frontière américano-canadienne. Il pratique aussi le rugby à sept avec les Westside Ronins, club qui évolue sur le circuit national américain (en). 
Repéré par ses prestations sous les couleurs des clubs amateurs locaux, il se voit offrir un contrat professionnel avec les Seattle Seawolves en juin 2021. Alors que la saison est déjà entamée, et se déroule difficilement pour Seattle qui est dans les dernières position de la Conférence Ouest, Lauina Futi se fait rapidement une place dans l'équipe. Il inscrit son premier essai dès son deuxième match, puis le week-end suivant score un triplé face aux Gilgronis d'Austin,.
Au terme de la saison, il est prolongé pour trois saisons par Seattle. Régulièrement titulaire pour sa deuxième saison, il inscrit quatre essais supplémentaires en championnat. Il est remplaçant lors de la finale 2022 de MLR, où Seattle s'incline face à New York.

## Palmarès
- Vainqueur de la Conférence Ouest de la Major League Rugby en 2022.